# Raíces Nuevo
Raíces Nuevo (en asturiano La Fundición y oficialmente Raíces Nuevo/La Fundición) es una entidad singular de población, con categoría histórica de lugar, situada en la zona oriental del concejo de Castrillón, Principado de Asturias. Según datos del Instituto Nacional de Estadística (2022), alberga una población total de 2.164 habitantes, los cuales se reparten en dos núcleos poblacionales: Raíces Viejo y Raíces Nuevo. Además, cabe destacar que no se enmarca dentro de ninguna de las parroquias en las que se divide el concejo, a diferencia de lo que ocurre en el resto de Asturias.
Recientes excavaciones arqueológicas han podido constatar la existencia en este lugar de restos de edificaciones, así como de diversos utensilios, pertenecientes a un asentamiento establecido durante los siglos VI y VII d. C. por una clase social poderosa, que tiempo más tarde jugaría un protagonismo esencial en la formación del Reino de Asturias.

## Denominación
Durante la década de los cincuenta, la gran proliferación de industria siderúrgica en San Juan de Nieva y en la vecina villa de Avilés atrajo a multitud de migrantes, provenientes de algunas de las regiones menos desarrolladas de España. En ese momento esta circunstancia fue un problema debido al escaso parque inmobiliario de la comarca, por lo que para poder albergar en unas condiciones dignas a todos esos trabajadores, la administración puso en marcha un plan de edificación a gran escala por el que se crearon nuevos barrios, de ahí que se agregase el adjetivo "nuevo" al nombre anterior del lugar.[cita requerida]
Popularmente Raíces Nuevo era conocido como "La Fundición" debido a la existencia de una fundición (INDUSA) en la localidad.

## Demografía
| 2,372         | 2,412 | 2,445 | 2,496 | 2,497 | 2,461 | 2,452 | 2,433 | 2,398 | 2,386 | 2,374 | 2,376 | 2,347 | 2,313 | 2,294 | 2,248 | 2,215 | 2,215 | 2,201 | 2,196 | 2,164 |
| (Fuente: INE) |       |       |       |       |       |       |       |       |       |       |       |       |       |       |       |       |       |       |       |       |

## Historia
Diversas campañas arqueológicas acometidas desde hace varios años en el Peñón de Raíces han permitido recuperar construcciones de un asentamiento tardoantiguo datadas en los siglos VI y VII d. C.; éstas corresponden a muros de piedra sellados con mortero, además de diversos útiles y enseres que demuestran un alto índice de ocupación. A partir del siglo VIII, los monarcas astúres y, en especial Alfonso III, transforman totalmente el asentamiento erigiendo el Castillo de Gauzón; una fortaleza caracterizada por sus cuatro torres, especialmente diseñadas con el objetivo de proteger desde un punto elevado la costa de Salinas de las incursiones de los terribles piratas normandos, especialmente conocidos por saquear zonas marítimas. Dentro de sus murallas se elaboró durante el año 908 la conocida Cruz de la Victoria, dato constatado mediante una inscripción en el reverso de la misma; esto concede simbólicamente a Raíces la paternidad del emblema más antiguo del pueblo asturiano, reflejado también como símbolo oficial de la bandera del Principado de Asturias. En la actualidad, con el fin de preservarla en un entorno adecuado, esta cruz se encuentra depositada en el interior de la Cámara Santa, en la Catedral de Oviedo.

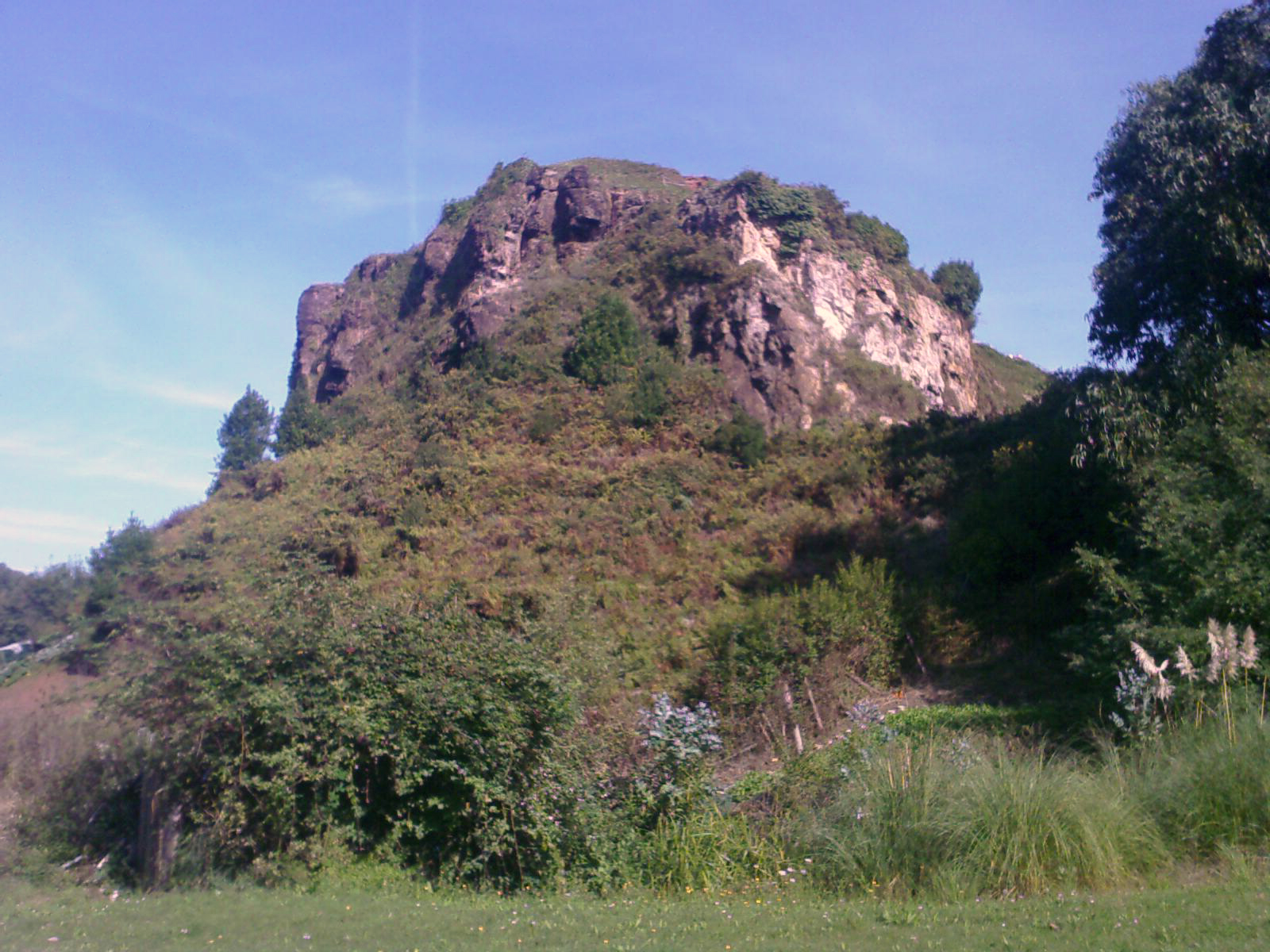
Peñón de Raíces.

En los años cincuenta, durante la industrialización forzosa de la comarca de Avilés, se vivió una auténtica explosión demográfica debido principalmente a la gran cantidad de migrantes provenientes del resto de España en busca de una mejora laboral en las empresas siderúrgicas de nueva creación, entre las que destacaban ENSIDESA o INDUSA u otras industrias como CRISTALERÍA ESPAÑOLA. Muchos de ellos eligieron este lugar para establecer su domicilio debido principalmente a la disponibilidad de vivienda nueva a precios económicos, la tranquilidad que ofrece por estar en un entorno natural, así como la comodidad añadida de estar a menos de un kilómetro de la zona industrial.
A mediados de los años 80, como consecuencia del cambio del sistema de producción de la Empresa Nacional Siderúrgica (ENSIDESA), se vivieron momentos de gran conflictividad laboral, con diversas huelgas, cortes de tráfico y manifestaciones. Todo ello provocado por el cierre de INDUSA (fundada en 1955 para abastecer de "lingoteras" a ENSIDESA).

## Senda del Río Raíces
Esta senda es una ruta peatonal que discurre paralela al río homónimo entre las localidades de Piedras Blancas y San Juan de Nieva, ambas situadas en el concejo de Castrillón. Cuenta con un recorrido fácil de aproximadamente 5,5 km de duración que transcurren en su mayoría por un bosque de ribera, en el que destacan varias zonas de especial interés dada la riqueza de la flora y fauna autóctonas. Durante su recorrido por Raíces Nuevo, se pueden observar los restos arqueológicos del Monasterio de la Merced así como apreciar la riqueza etnográfica compuesta de hórreos, paneras y casas con corredor típicamente asturianas.